# دوكك`س كراس (بيدفوردشير)
دوكك`س كراس (بالإنجليزية: Duck's Cross)‏ هي قرية تقع في المملكة المتحدة في شرق انجلترا.